# Stazione di Rovasenda Alta
La stazione di Rovasenda Alta è una delle due stazioni ferroviarie del comune di Rovasenda, posta a monte della collina, sulla linea Santhià-Arona, in parallelo all'altra. Il termine "Alta" distingue tale impianto, privo di traffico, da quello situato a valle, lungo la linea Biella-Novara.
Fino alla soppressione del traffico sulla Santhià-Arona, avvenuta nel 2012, i due impianti erano messi in comunicazione attraverso alcuni raccordi ed un piazzale intermedio.

## Storia
La stazione entrò in funzione il 16 gennaio 1905, in concomitanza all'attivazione del tronco Santhià-Borgomanero. In origine la stazione era dotata di tre binari passanti e un binario tronco e ricovero a servizio del Magazzino merci.
Il movimento era svolto in regime di giunto telefonico mediante il quale il Dirigente Unico coordinava il personale addetto al movimento della stazione nell'effettuazione di incroci e precedenze. Oltre al servizio di biglietteria era possibile spedire posta o merci in piccole partite.
Nel 1939, con l'apertura della Ferrovia Biella-Novara, entrò in funzione la nuova stazione gestita dalla Società Ferrovia Biella Novara (SFBN).
A causa del dislivello non fu possibile congiungere la nuova linea alla stazione già esistente e ne venne dunque costruita una nuova più a valle; in occasione del passaggio della Biella-Novara alle FS, avvenuta nel 1961, vennero realizzati un raccordo di collegamento e un piazzale intermedio per mettere in comunicazione gli impianti e rendere fattibile l'interscambio fra le due linee, impianti che rimasero operativi fino alla sospensione del traffico della linea.
Negli anni ottanta, nell'ambito del potenziamento della linea, furono effettuati lavori di ristrutturazione che comportarono l'allungamento del primo binario in direzione Arona, per ospitare convogli merci e viaggiatori più lunghi durante gli incroci e l'eliminazione del binario centrale. Con l'introduzione sulla linea ferroviaria del sistema di Controllo centralizzato del traffico (CTC), la stazione fu inoltre dotata di apparato ACEI semplificato, che sostituì i precedenti impianti per la manovra degli enti del piazzale, comandati manualmente dal personale. All'inizio del terzo millennio l'impianto fu rinominato Rovasenda Alta.
Dal 2000 la gestione dell'intera linea, e con essa quella della stazione di Rovasenda Alta, passò in carico a Rete Ferroviaria Italiana la quale ai fini commerciali classifica l'impianto nella categoria "Bronze".
La stazione fu privata di ogni tipo di traffico il 17 giugno 2012, per effetto della sospensione al servizio della linea ad opera della regione Piemonte.

## Strutture e impianti

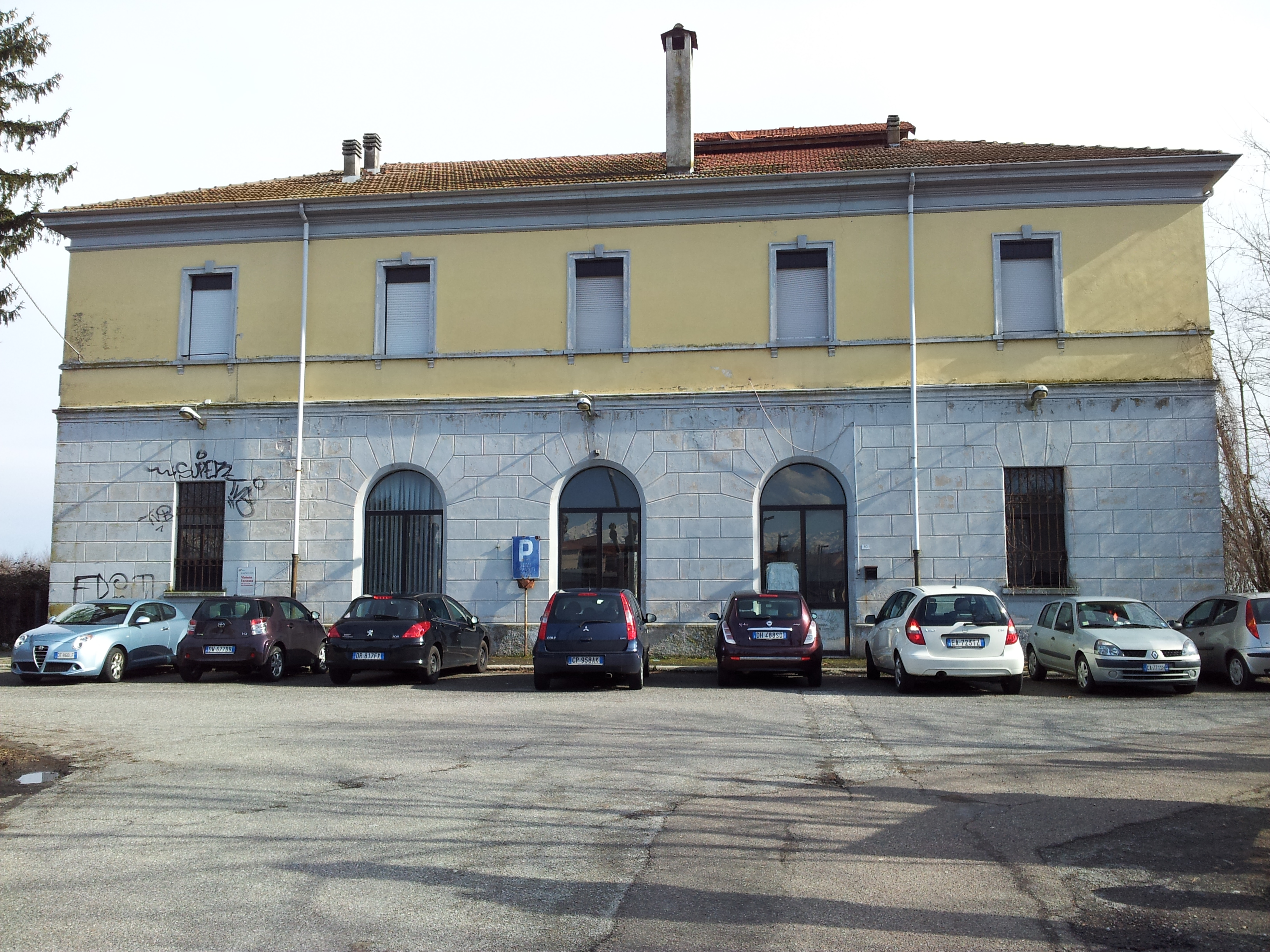
Il fabbricato viaggiatori lato strada

La stazione è dotata di due binari passanti, di cui il secondo di corretto tracciato e il primo per gli incroci e precedenze con i deviatoi percorribili a 60 km/h. L'impianto era telecomandato a distanza con il sistema CTC, mediante il Dirigente Centrale Operativo di Torino Lingotto.
Nel piazzale intermedio è presente uno scalo merci, composto da un fascio binari passanti e tronchi intercomunicanti con la linea Biella-Novara, raccordato al secondo binario della stazione, in direzione Santhià.
Per i viaggiatori sono presenti delle scalinate, con l'attraversamento a raso nel piazzale intermedio, che consentivano il passaggio tra le due stazioni.

## Movimento
La stazione era in ultimo servita da treni regionali di Trenitalia, fino al giorno in cui l'esercizio ferroviario è stato sospeso per decisione della Regione Piemonte e sostituito da autocorse.
Alcune aree della stazione risultano ancora utilizzate dai viaggiatori come entrata principale per accedere all'altro impianto.
In passato la stazione era interessata dal traffico merci a servizio del Deposito Militare sito nelle adiacenze e raccordato alla linea in direzione di Gattinara; carri merci dal nord dell'Europa raggiungevano inoltre una locale falegnameria e in loco avvenivano inoltri e spedizioni di carri carichi di argilla per le locali industrie refrattarie produttrici di gres.

## Interscambi
- Stazione ferroviaria (Rovasenda)